# Станок на магнитном основании

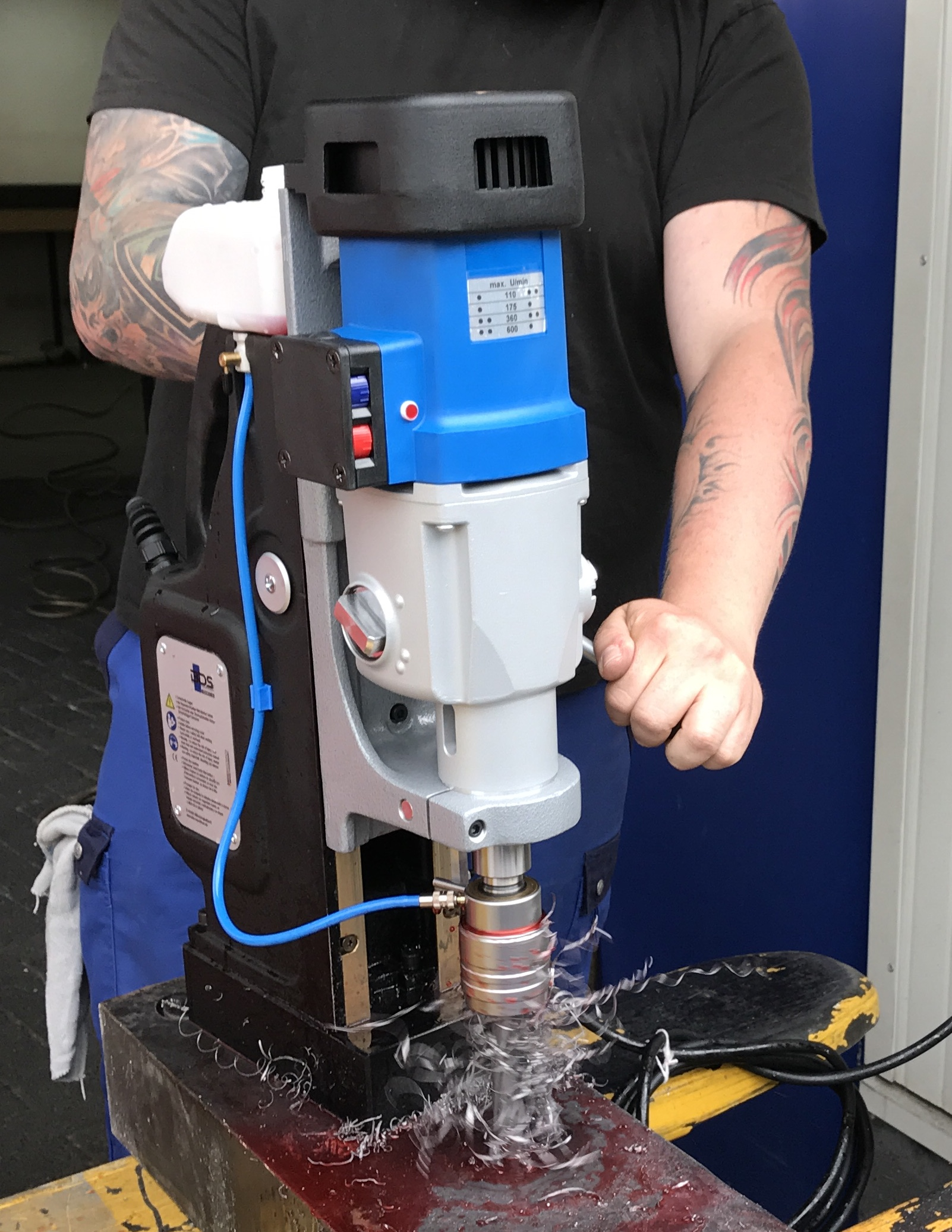
Станок на магнитном основании MAB 825 - BDS Maschinen GmbH

Станок на магнитном основании — станок для обработки сквозных и глухих отверстий, когда невозможно использовать ручные механизированные инструменты и невыгодно применять стационарные станки в диапазоне обработки отверстий диаметром до 100 мм и глубиной до 110 мм. 

## Применение
Применение переносных станков очень выгодно для сверления, рассверливания, зенкерования и нарезания резьбы в различных металлоконструкциях в судостроении, тяжёлом машиностроении, при ремонте трубопроводов, при выполнении строительных работ и т. д.
Широкое распространение переносных станков связано с применением современных электромагнитных плит с большой удерживающей силой, являющихся основанием станков.
Полюса крышки изготовляют из специальной немагнитной стали. Рабочая поверхность плиты шлифуется до Ra = 0,63… 0,32 мкм; отклонение поверхности от прямолинейности не превышают 0,02 мм на длине 300 мм. Питание электромагнитных плит производится от тиристорного выпрямителя постоянным током напряжением 24 В.
Электронное управление силой тока обеспечивает плавный пуск, контроль перегрузки и регулировку удерживающей силы, притягивающей станок к детали. В частности, это позволяют автоматически увеличивать силу притяжения электромагнита в момент врезания режущего инструмента в обрабатываемую деталь.
При использовании магнитных плит удерживающая сила зависит от толщины обрабатываемых заготовок, а также от шероховатости поверхности их баз. Рекомендуемая толщина заготовки должна превышать 10 мм. При меньших толщинах с обратной стороны заготовки прикладывают металлическую пластину, чтобы довести суммарную толщину до необходимого минимума с целью получения максимальной силы притяжения электромагнита.
Детали, обработанные на станках с электромагнитными плитами, приобретают остаточные магнитные свойства. При эксплуатации они могут притягивать стружку и продукты износа, вызывая ускоренное изнашивание механизмов. С учетом этого целесообразно размагничивание деталей в переменном магнитном поле, с постепенным уменьшением его плотности от максимума до нуля. Детали в этом случае выполняют роль замыкающего якоря электромагнита специального устройства, питаемого переменным током 50 Гц. Допустимая степень намагниченности для большинства деталей 2-3 Гц.
Технологические возможности применения переносных станков расширяются при установке быстросменных наставок на поверхности электромагнитных плит. Они состоят из удлинителей полюсов из мягкой малоуглеродистой стали, разделенных магнитноизолирующими прослойками и скрепленных в общий блок медными (латунными) стяжками. Эти наставки притягивают заготовку как верхней, так и боковыми плоскостями, обработанными соответственно конфигурации поверхности детали. Однако, каждая наставка, представляющая собой удлинитель магнитопровода, создает дополнительное сопротивление прохождению магнитного потока, поэтому удерживающая сила наставки меньше, чем плиты, на которую она ставится. Поверхности наставок тщательно обрабатывают (Ra = 0,63… 0,32 мкм) для уменьшения сопротивления прохождению магнитного потока.
Во всех случаях применения наставок, а также, когда ось шпинделя станка отклоняется от вертикали более, чем на 30°, крепление должно быть усилено специальными ремнями или цепями.
Обработка отверстий с помощью кольцевых свёрл обеспечивает значительно лучшие технико-экономические показатели, так как по сравнению со сверлением спиральными сверлами, отверстия одного и того же диаметра можно сверлить с осевой силой в меньшей 2-3 раза. На станке, позволяющим сверлить отверстия спиральными сверлами диаметром 40 мм, становится возможным сверлить отверстия диаметром до 150 мм за один проход без зацентровки и предварительного рассверливания. При сверлении кольцевыми сверлами с подводом смазывающе-охлаждающей жидкости (СОЖ) достигается высокое качество обработанной поверхности без заусенцев на выходе. Использование СОЖ также существенно увеличивает ресурс кольцевых сверл. При эксплуатации кольцевых сверл для их точного центрирования необходимо применять так называемые «пилоты» (выталкивающий штифт), которые, по мере углубления в деталь, открывают канал подвода СОЖ, а в конце обработки выталкивают сердечник, остающийся после высверливания отверстия.